# Password Authentication Protocol
PAP (ang. Password Authentication Protocol) – jeden z dwóch sposobów uwierzytelniania stosowany przez protokół PPP. PAP zapewnia węzłom prosty sposób zgłaszania swojej tożsamości za pomocą dwukierunkowego uzgadniania. PAP nie jest bezpiecznym protokołem uwierzytelniania, bowiem hasła wysyłane są w postaci zwykłego tekstu, dlatego zalecane jest używanie alternatywnego protokołu CHAP. Protokół PAP opisany jest w RFC 1334 ↓.

## Algorytm
1. Klient wysyła w czystej postaci nazwę użytkownika (lub hosta) i hasło do serwera,
2. serwer porównuje otrzymane informacje z listą użytkowników i haseł,
  - gdy informacje się zgadzają wysyłana jest wiadomość accept,
  - w innym przypadku wysyłana jest wiadomość reject.[1]